# 21459 Chrisrussell
21459 Chrisrussell è un asteroide della fascia principale. Scoperto nel 1998, presenta un'orbita caratterizzata da un semiasse maggiore pari a 2,2611849 UA e da un'eccentricità di 0,1327265, inclinata di 7,06085° rispetto all'eclittica.